# 特許所管組織の一覧
特許所管組織の一覧とは、発明特許などの知的財産権・工業所有権を所管する組織（行政機関）の一覧である。
アジア
- 特許庁 - 日本の特許庁。特許、実用新案、意匠登録、商標登録を所管。
- 国家知識産権局（中: 国家知识产权局） - 中国の特許権などを所管する行政機関である。
- 特許庁 (大韓民国) - 大韓民国の特許庁。特許、実用新案権、意匠登録、商標登録を所管。
- ユーラシア特許庁 - ユーラシア特許条約に基づいて設立された地域特許庁。旧ソビエト連邦諸国が加盟。特許を所管。
- ロシア特許庁
- インド特許意匠商標総局（英語版）
- シンガポール知的財産庁（英語版）

アフリカ
- アフリカ広域知的財産機関(略称: ARIPO)
- アフリカ知的財産機関

アメリカ大陸
- アメリカ合衆国特許商標庁 - アメリカ合衆国の特許庁。特許、意匠特許、商標登録を所管。
- カナダ知的財産局

オセアニア
- IPオーストラリア

ヨーロッパ
- オランダ特許庁
- 欧州特許庁 - 欧州特許条約に基づいて設立された欧州の地域特許庁。特許を所管。
- 欧州連合知的財産庁 - 欧州連合で商標登録、意匠登録を所管する官庁。
- 北欧特許庁 - デンマーク、アイスランド、ノルウェーによって設立された地域特許庁。
- イギリス知的財産庁
- ドイツ特許商標庁
- 産業財産庁 - フランスにおける知的財産を所管する公施設法人
- ポルトガル国家工業所有権庁（英語版）
- スペイン特許商標庁（英語版）
- スイス知的財産庁（英語版）

中東
- 湾岸協力会議特許庁